# Glaciar Potanin
O Glaciar Potanin é um glaciar do oeste da Mongólia com cerca de 14 km de comprimento, o que o torna no mais longo do país. Está situado na montanha Altai Tavan Bogd nas montanhas Altai. Recua cerca de 15 metros por ano, e a sua espessura diminuiu cerca de 2,6 m por ano no período 2004-2009. .
O glaciar tem o seu nome em homenagem ao explorador russo Grigory Potanin. Administrativamente faz parte da província de Bayan-Ölgii.